# Београдско пролеће 2024.
Београдско пролеће 2024. српски је такмичарски фестивал забавне и популарне музике. Фестивал је био одржан 20. априла 2024. године у београдској МТС дворани.
Организатор овог издања фестивала је МТС дворана, док су медијски покровитељи Блиц ТВ и Накси радио.
Водитељи манифестације били су српски глумци Драгана Мићаловић и Милорад Дамјановић. Директан пренос је емитован на Блиц ТВ. Такмичарске нумере су изведене помоћу комбинације студијске матрице и пратње Беградског ревијалног оркестра, којим је дириговао Иван Илић.

## Конкурс за такмичарске нумере
Конкурс за такмичарске нумере трајао је од 26. фебруара до 15. марта 2024. године. Условима конкурса било је прописано да пријављена дела:
- морају да буду нова тј. не смеју да буду јавно извођена или промовисана пре фестивала;
- морају да имају текст на српском језику, без обзира на дијалект и наречја;
- не смеју да трају дуже од четири минута.[3]

На конкурс су пристигле 323 нумере. Одабир деветнаест које ће се такмичити вршила је селекторска комисија у саставу:
- Маја Раковиц, власница и главна и одговорна уредница Накси радија;
- Иван Илић, музички уредник Београдског пролећа;
- Марко Спалевић, музички новинар.

Списак изабраних песама објављен је 28. марта 2024. на конференцији за медије. Данијел Алибабић и Милан Бујаковић су другу годину заредом учествовали на фестивалу као интерпретатори. Јасна Госпић и Бојан Маровић су као интерпретатори наступили 2022. године. Махир Сарихоџић је ове године аранжирао чак три песме, а Душан Алагић две.
Међу интерпретаторима на овогодишњем Београдском пролећу нашло се чак пет имена која су раније учествовала на Песми Евровизије: Екстра Нена (представница Југославије, 1992), Вана (представница Хрватске, 2001), Данијел Алибабић (представник Србије и Црне Горе, 2005, као члан састава Но нејм), Јелена Томашевић (представница Србије, 2008) и група Регина (представници Босне и Херцеговине, 2009).

### Изабране нумере
| #   | Извођач             | Песма                 | Композитор             | Текстописац                      | Аранжер                                       |
| --- | ------------------- | --------------------- | ---------------------- | -------------------------------- | --------------------------------------------- |
| 1.  | Петар Вагнер Фантом | Још те сањам          | Петар Вагнер           | Петар Вагнер                     | Петар Вагнер, Павле Гавриловић, Јована Грубић |
| 2.  | Тамара Живковић     | Да ли смеш            | Беба Балашевић         | Беба Балашевић                   | Саша Милошевић Маре                           |
| 3.  | Немања Радошевић    | Траг у времену        | Бане Опачић            | Бане Опачић                      | Душан Алагић                                  |
| 4.  | Марија Мирковић     | Презиме               | Марија Мирковић        | Марија Мирковић, Ирена Иванковић | Лука Пекас                                    |
| 5.  | Дуле Лушин          | Боже, дај ми крила    | Дуле Лушин             | Дуле Лушин                       | Вук Матић, Урош Ранковић                      |
| 6.  | Ана Петан           | Балада за анђела      | Григор Копров          | Душан Бачић                      | Стефан Петановски                             |
| 7.  | Ђоле Боем           | За твоју љубав        | Срђан Перовић          | Срђан Перовић                    | Зоран Николић, Зоран Перовић                  |
| 8.  | Филари              | Небо                  | Борис Суботић          | Борис Суботић                    | Младен Стојановић, Љубиша Стојановић          |
| 9.  | Слоба Бајић         | Врати ме у срце       | Сергеј Ћетковић        | Сергеј Ћетковић                  | Марко Милатовић                               |
| 10. | Јасна Госпић        | Само ноћ да побиједим | Мирко Шенковски        | Зоран Дашић                      | Мирко Шенковски                               |
| 11. | Мика Муминовић      | Мотив                 | Амир Лојо              | Армин Шаковић                    | Махир Сарихоџић                               |
| 12. | Регина              | Није ме страх         | Александар Човић       | Александар Човић                 | Александар Човић                              |
| 13. | Милан Бујаковић     | Безбрижно             | Добривоје Марић        | Добривоје Марић                  | Махир Сарихоџић                               |
| 14. | Екстра Нена         | Прича о мени          | Александар Филиповић   | Бранко Кланшчек                  | Александар Филиповић                          |
| 15. | Данијел Алибабић    | Сломи                 | Леонтина Вукомановић   | Леонтина Вукомановић             | Дејан Божовић                                 |
| 16. | Вана                | Из ината              | Ивана Врдољак          | Ивана Врдољак                    | Горан Ковачић                                 |
| 17. | Гоца Тржан          | Пелин                 | Слободан Купрешак      | Снежана Антић                    | Радомир Новаковић                             |
| 18. | Јелена Томашевић    | Веруј ми да верујем   | Александра Милутиновић | Александра Милутиновић           | Махир Сарихоџић                               |
| 19. | Бојан Маровић       | Све бих дао           | Бојан Маровић          | Бојан Маровић                    | Душан Алагић                                  |

## Награде публике
| Награда               | Новчани износ награде | Награђено дело      | Интерпретатор    |
| --------------------- | --------------------- | ------------------- | ---------------- |
| Прва награда публике  | 150.000 дин.          | Веруј ми да верујем | Јелена Томашевић |
| Друга награда публике | 100.000 дин.          | Из ината            | Вана             |
| Трећа награда публике | 50.000 дин.           | Прича о мени        | Екстра Нена      |

## Награде стручног жирија
| Награда                | Новчани износ награде | Награђено дело | Добитник             |
| ---------------------- | --------------------- | -------------- | -------------------- |
| Најбоља композиција    | 50.000 дин.           | Сломи          | Леонтина Вукомановић |
| Најбоља интерпретација | 50.000 дин.           | Пелин          | Гоца Тржан           |
| Најбољи текст          | 50.000 дин.           | Прича о мени   | Екстра Нена          |
| Најбољи аранжман       | 50.000 дин.           | Траг у времену | Душан Алагић         |

## Остале награде
| Награда                                        | Добитник                        |
| ---------------------------------------------- | ------------------------------- |
| Награда Накси радија за најбољу песму          | Регина (за песму Није ме страх) |
| Специјална награда МТС дворане за животно дело | Бисера Велетанлић               |

- [2]